# NGC 21
NGC 21 (również NGC 29, PGC 767 lub UGC 100) – galaktyka spiralna z poprzeczką (SBbc), znajdująca się w gwiazdozbiorze Andromedy.
Odkrył ją William Herschel 26 listopada 1790 roku, a jego odkrycie zostało skatalogowane przez Johna Dreyera jako NGC 29. 20 września 1885 roku galaktykę obserwował też Lewis A. Swift, a ponieważ pozycja podana przez niego obarczona była dużym błędem, Dreyer uznał, że to inny obiekt i skatalogował ją po raz drugi jako NGC 21. Błędy w pozycjach obiektów zaobserwowanych przez Swifta tamtej nocy sprawiły, że niektóre źródła jako NGC 21 identyfikują galaktykę PGC 759, której prawidłowe oznaczenie to NGC 19.